# Copris phylax
Copris phylax là một loài bọ cánh cứng trong họ Bọ hung (Scarabaeidae).